# パレ・ド・ジュスティス
パレ・ド・ジュスティス（仏: palais de justice）は、建物（庁舎）としての裁判所である。たとえば、パリのものを特に指すときは、palais de justice de Paris（パリの裁判所庁舎あるいはパリの司法宮）と表現する。
また、大審裁判所や他の裁判権のほか、司法行政及び法律に関連する様々なサービスを包括する官署としての裁判所を指すこともある。

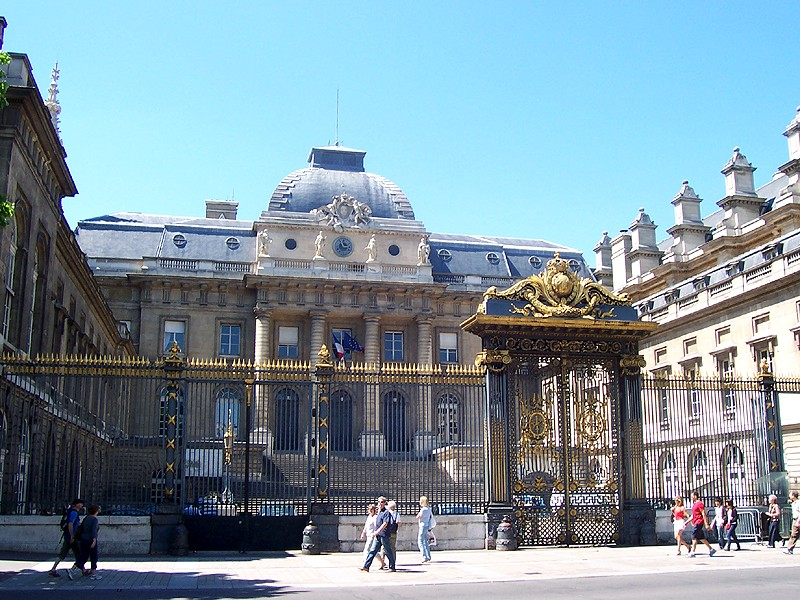
パリのパレ・ド・ジュスティス
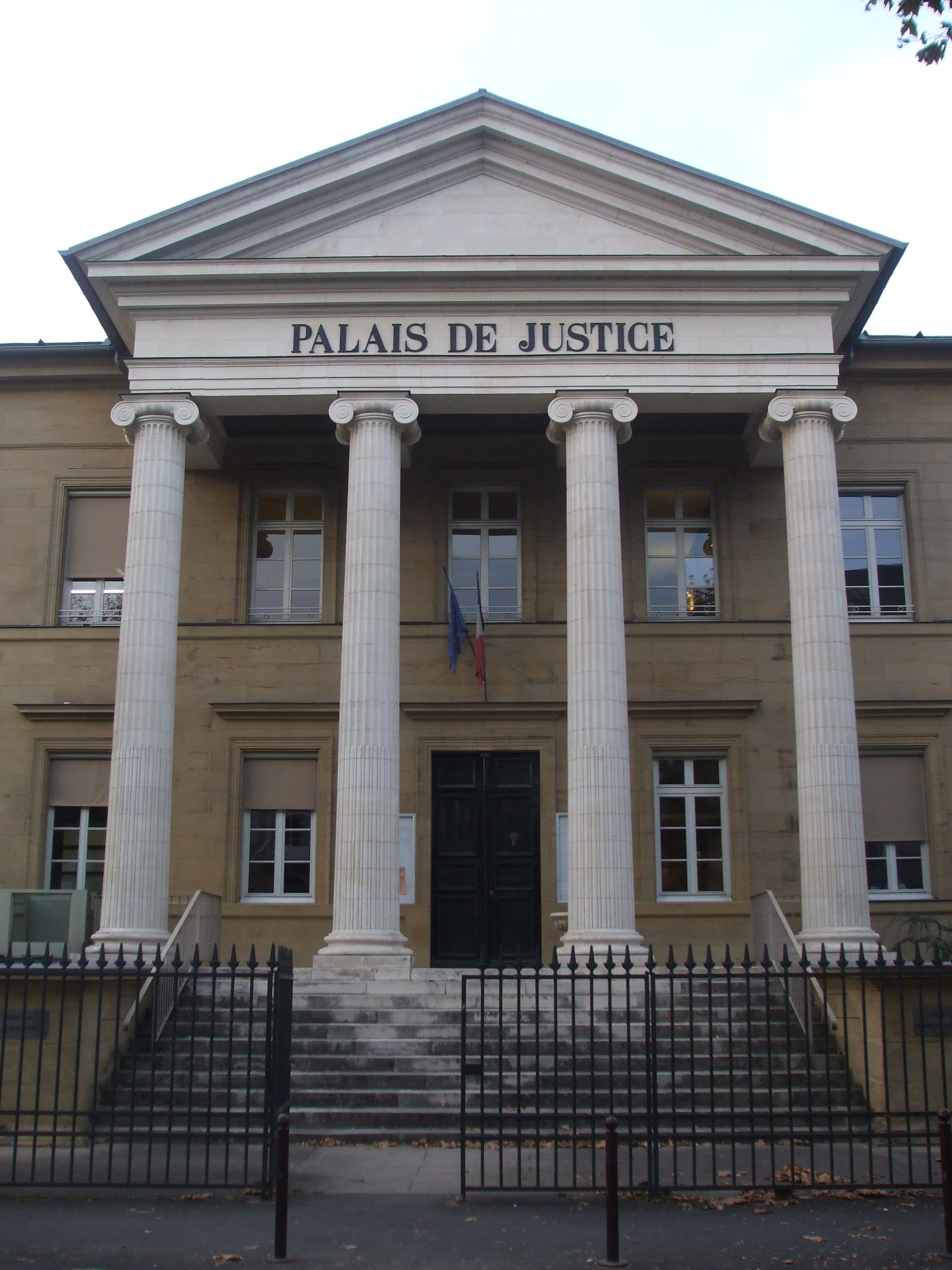
ブリーヴ＝ラ＝ガイヤルドのパレ・ド・ジュスティス
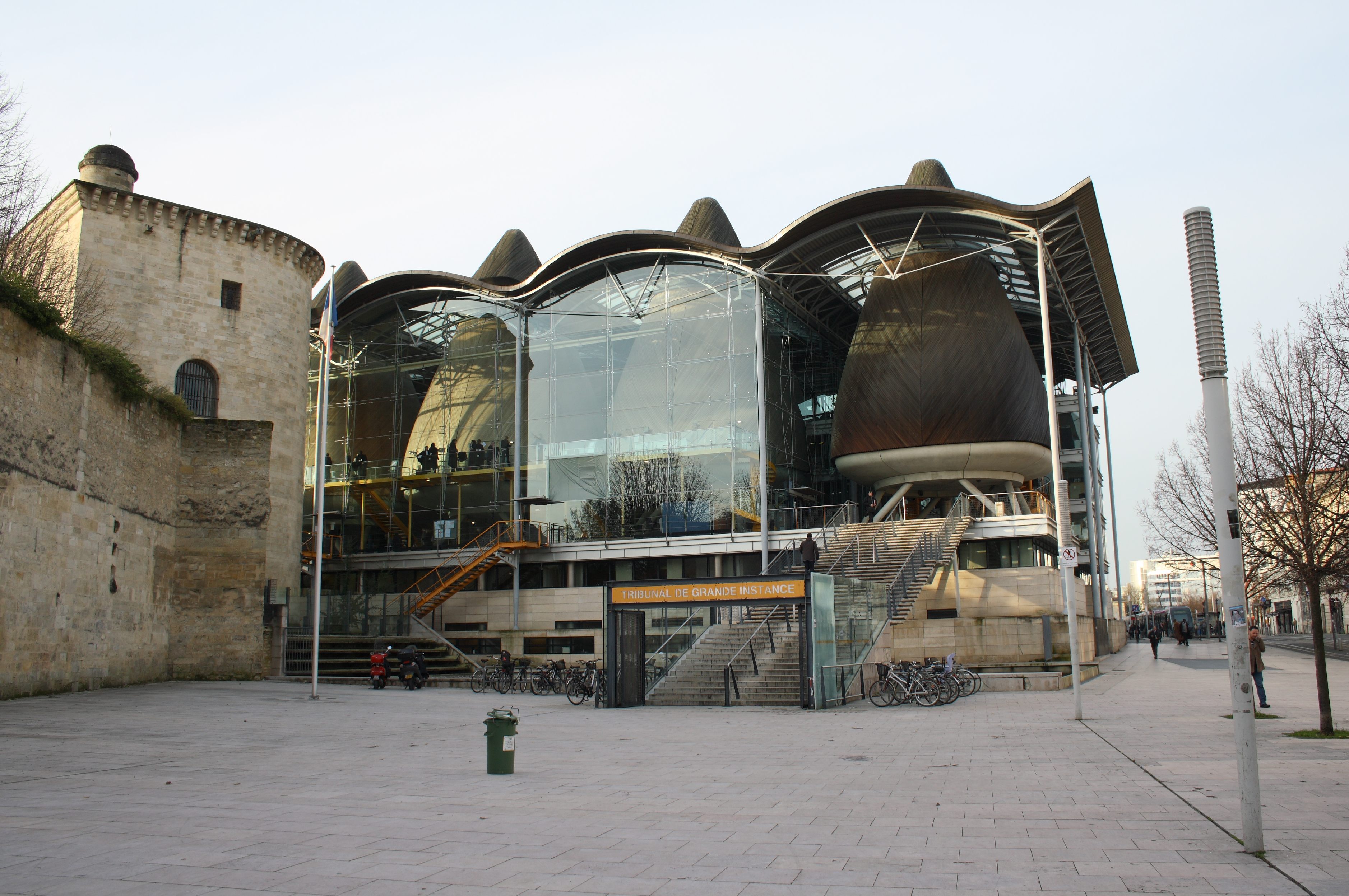
ボルドーのパレ・ド・ジュスティス
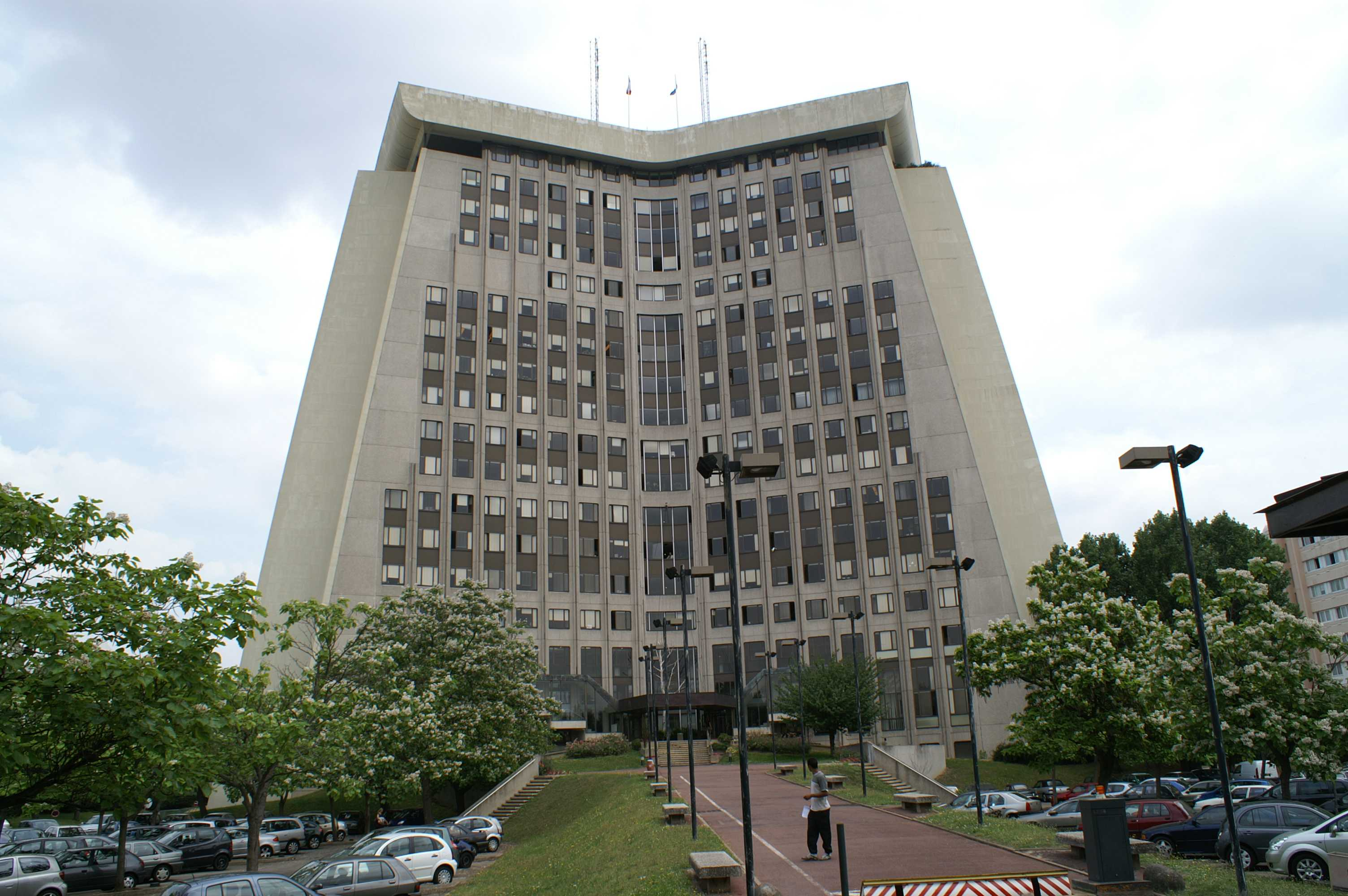
クレテイユのパレ・ド・ジュスティス
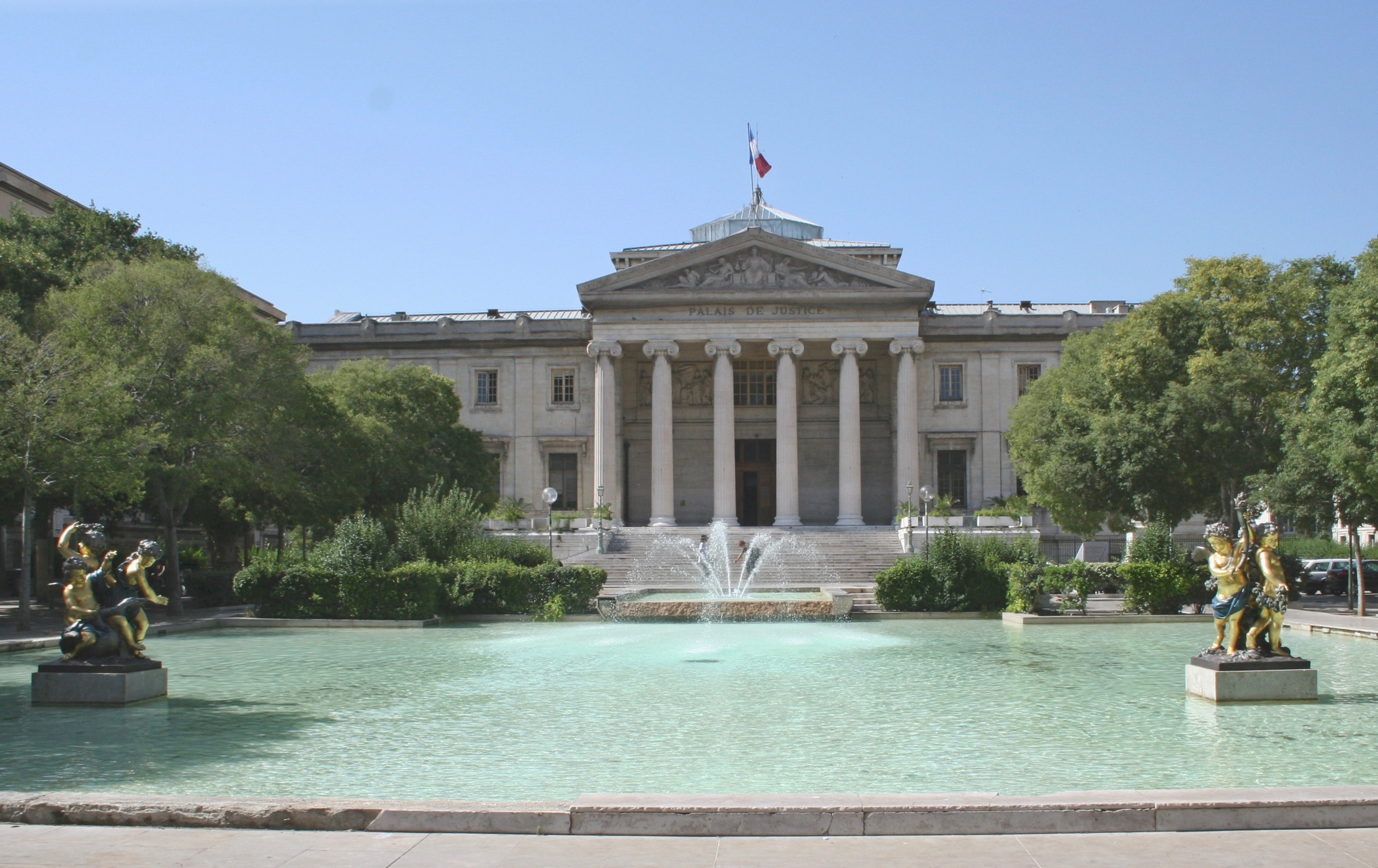
マルセイユのパレ・ド・ジュスティス
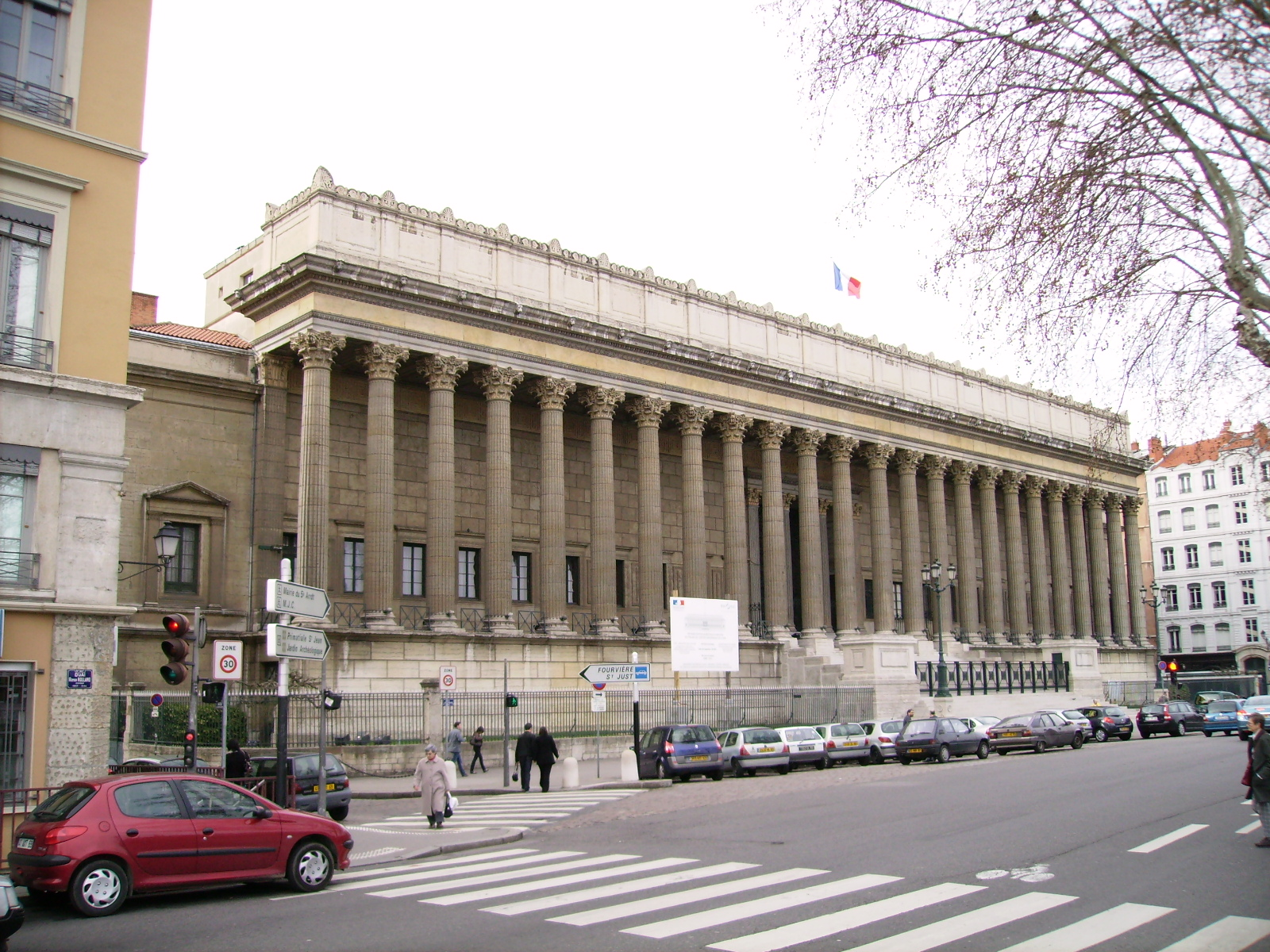
リヨンのパレ・ド・ジュスティス
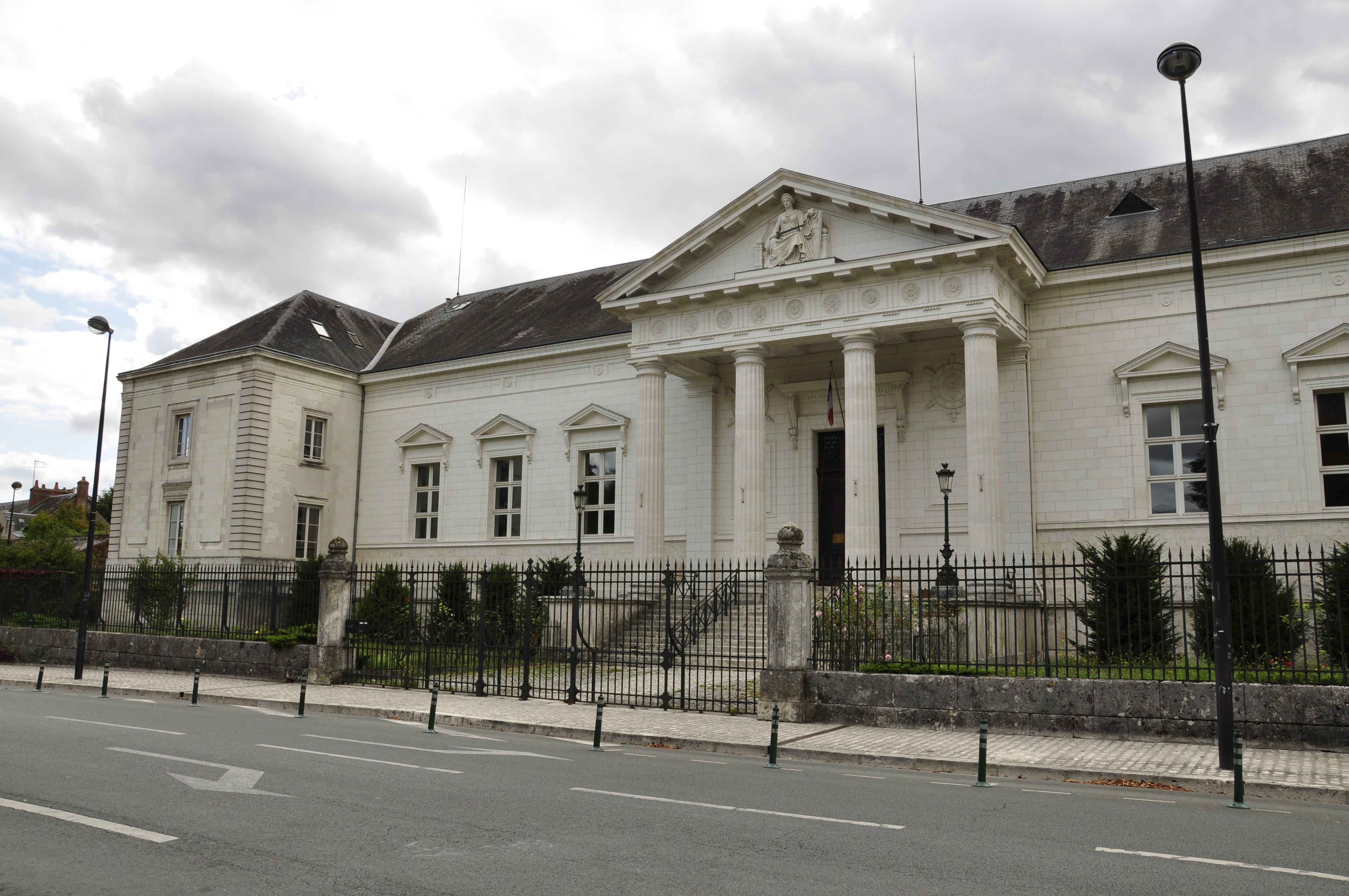
ブロワのパレ・ド・ジュスティス
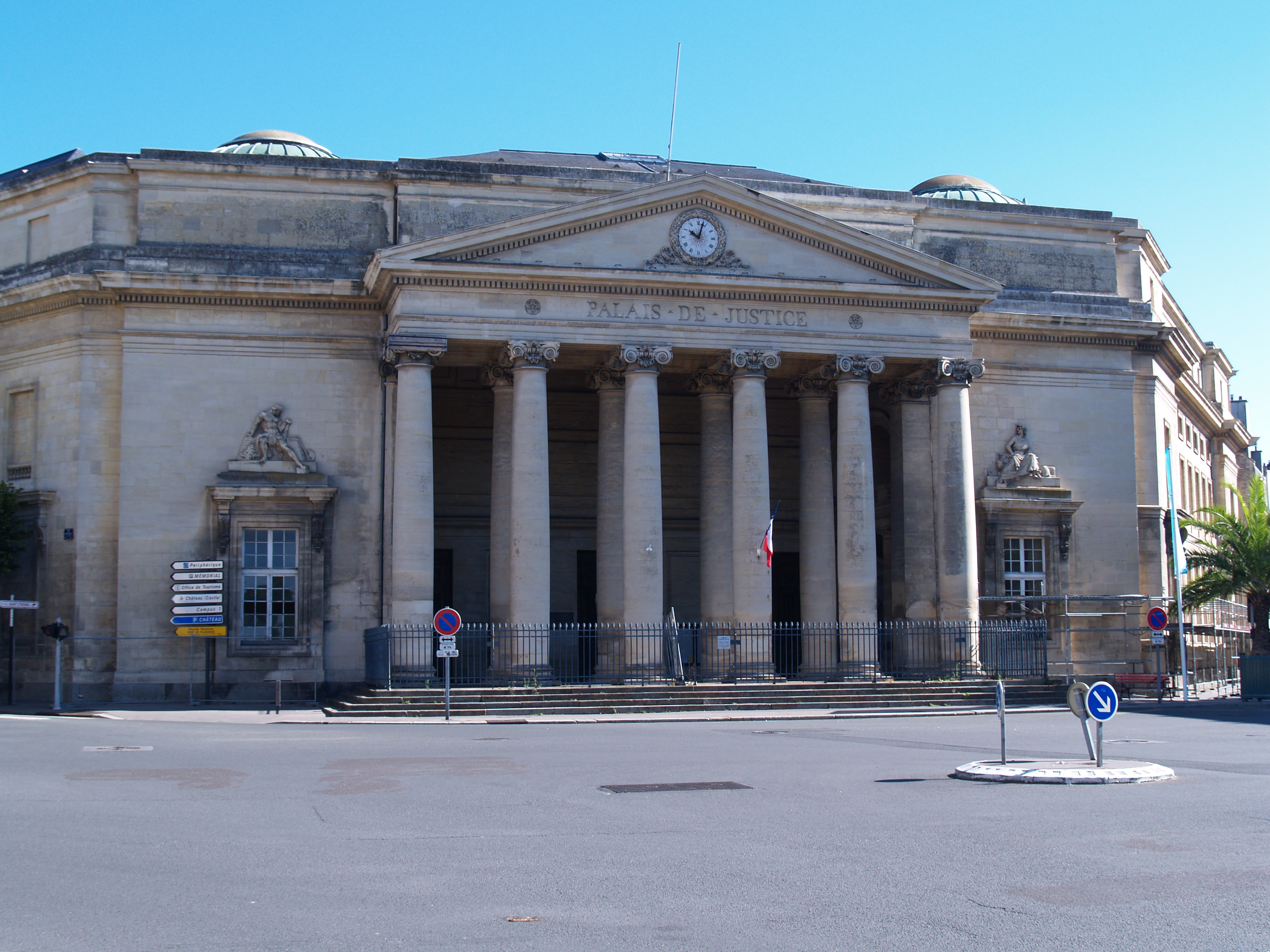
カーンのパレ・ド・ジュスティス
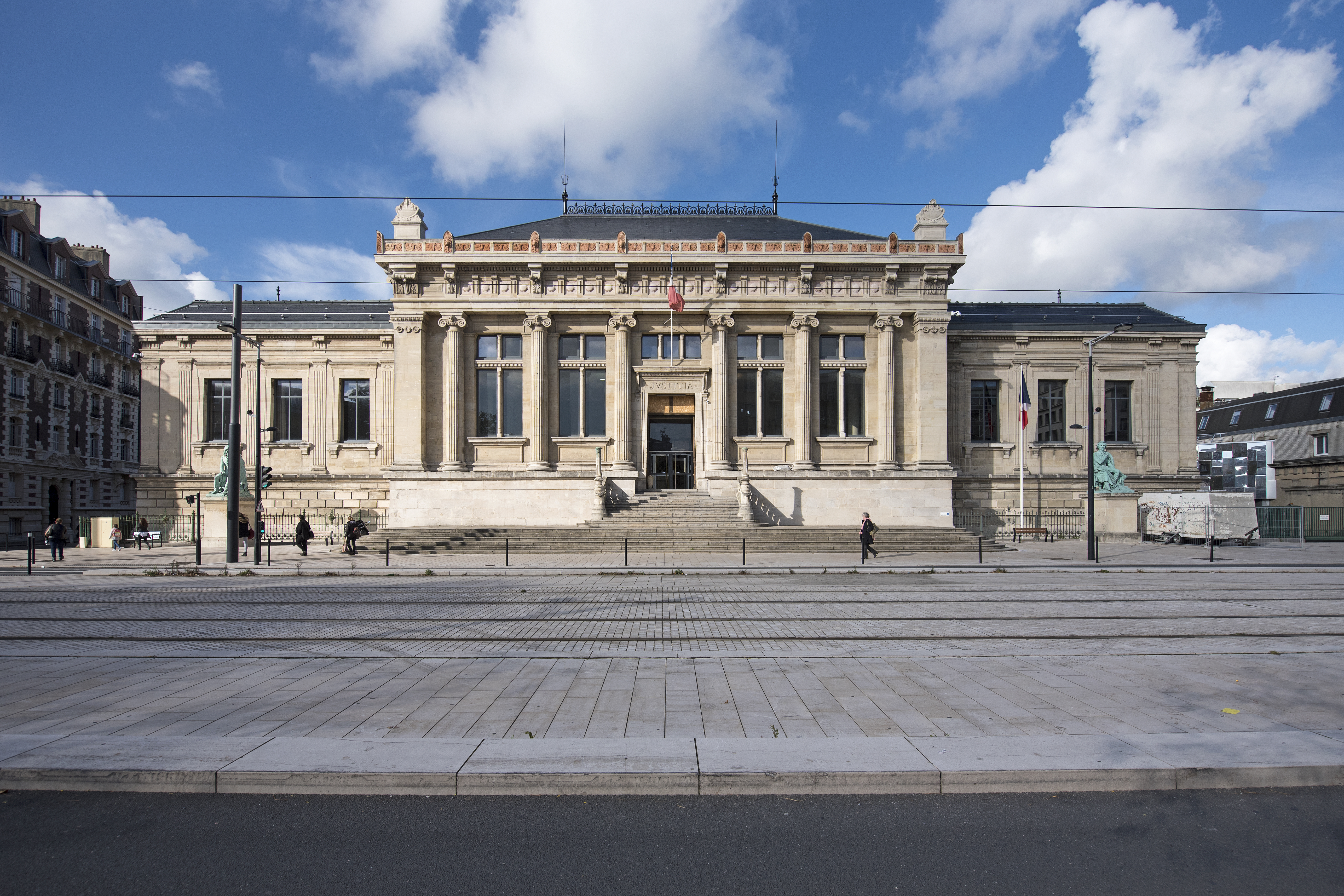
ル・アーブルのパレ・ド・ジュスティス
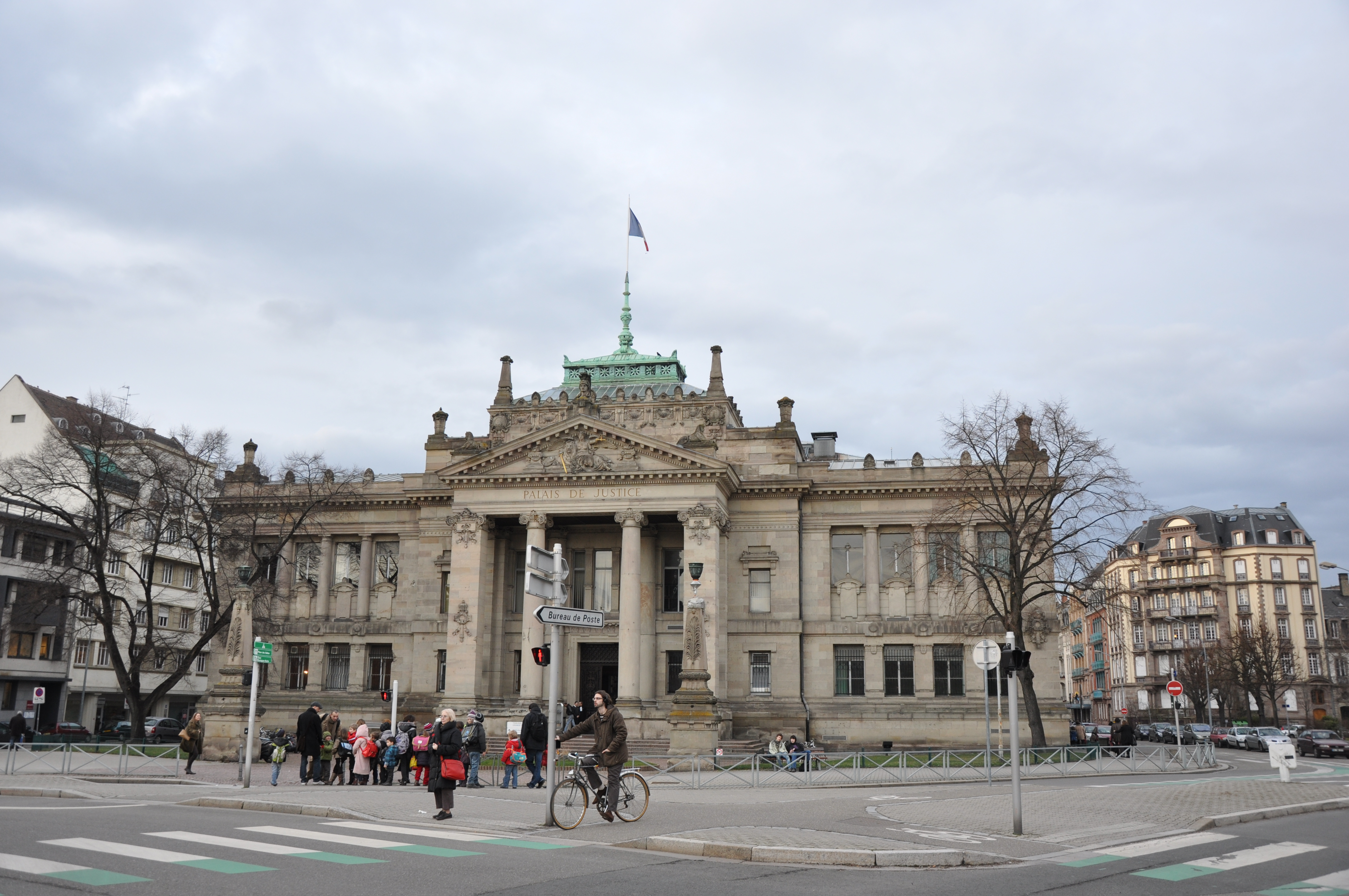
ストラスブールのパレ・ド・ジュスティス
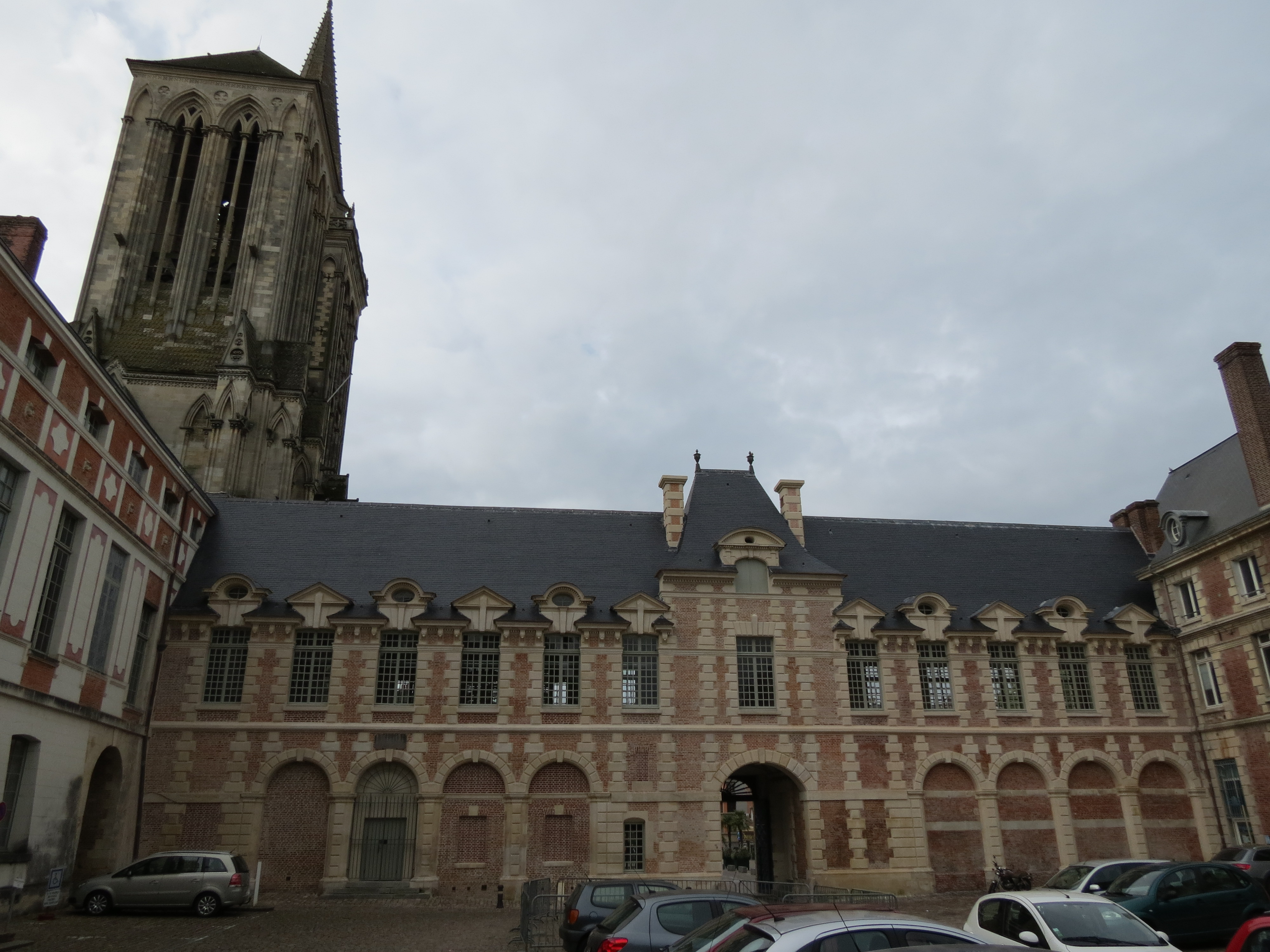
リジューのパレ・ド・ジュスティス
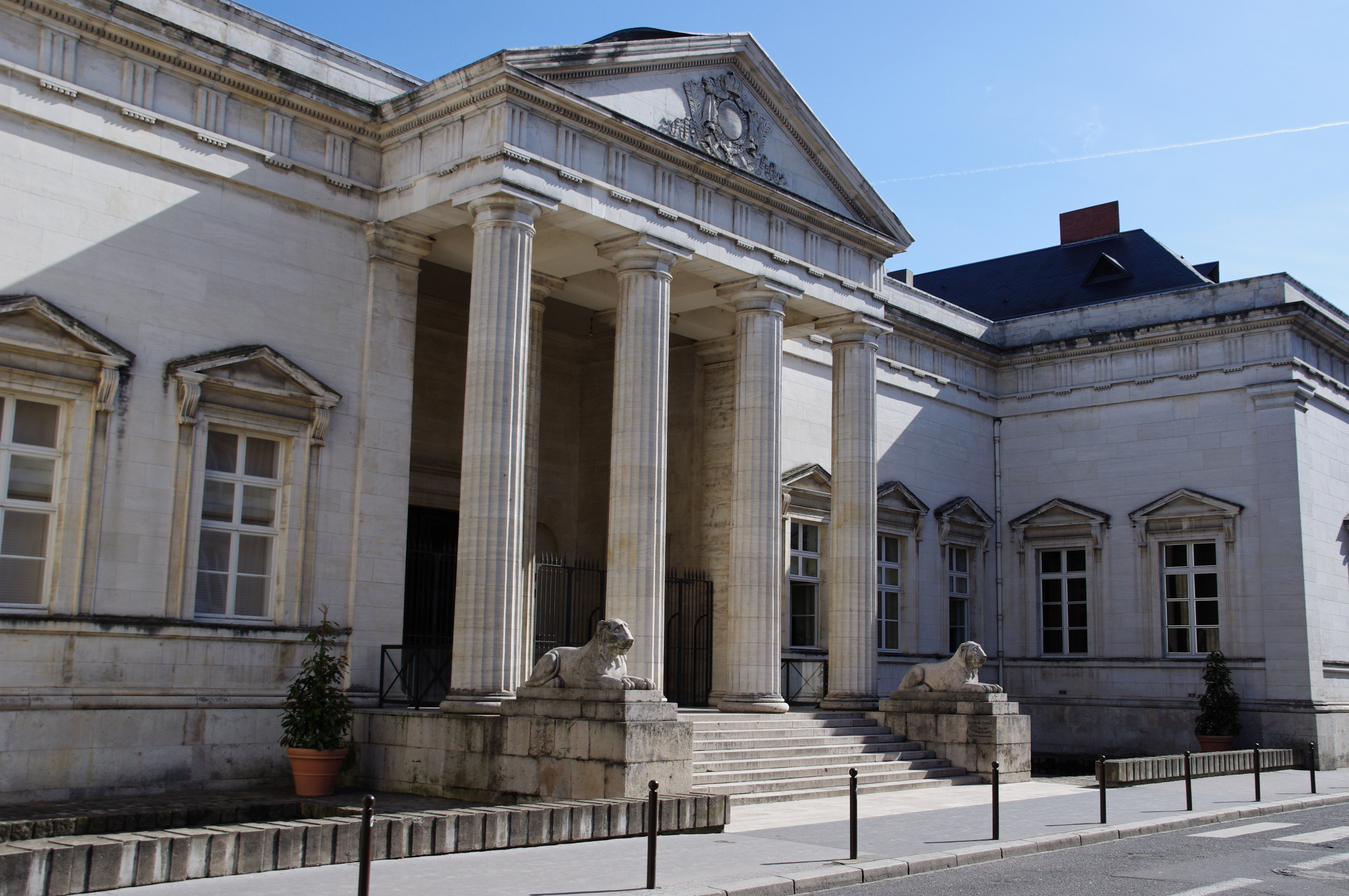
オルレアンのパレ・ド・ジュスティス
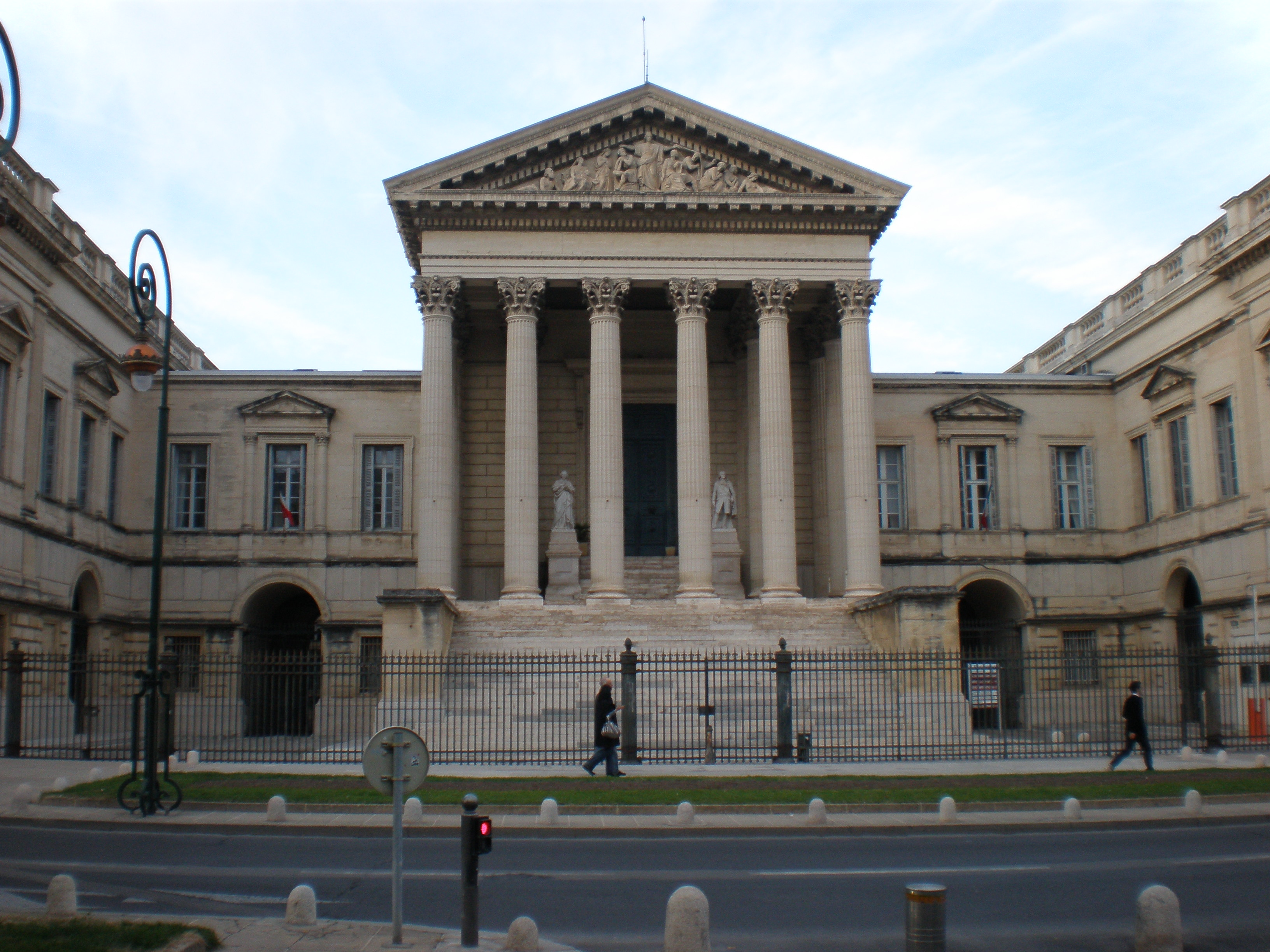
モンペリエのパレ・ド・ジュスティス
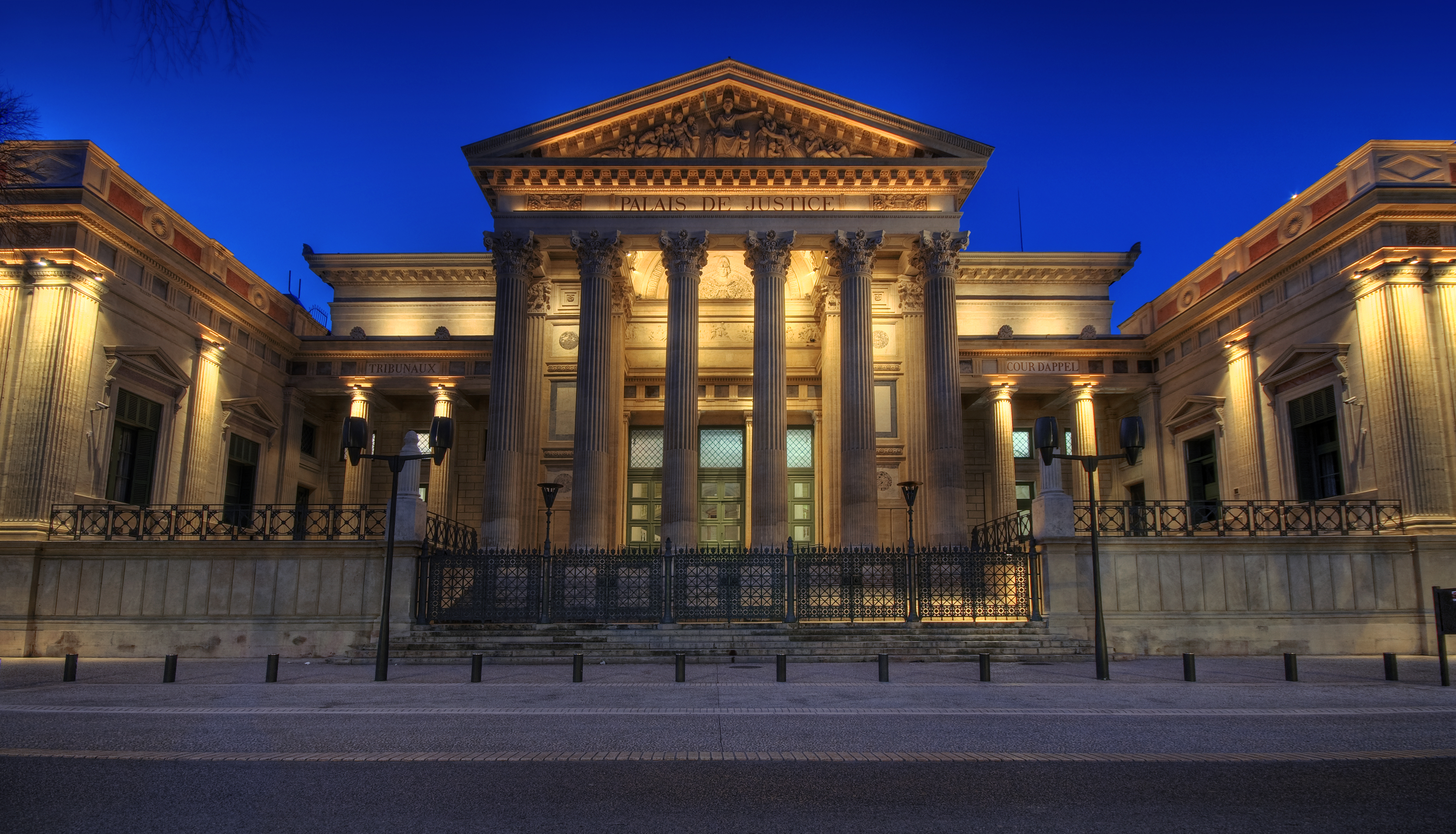
ニームのパレ・ド・ジュスティス
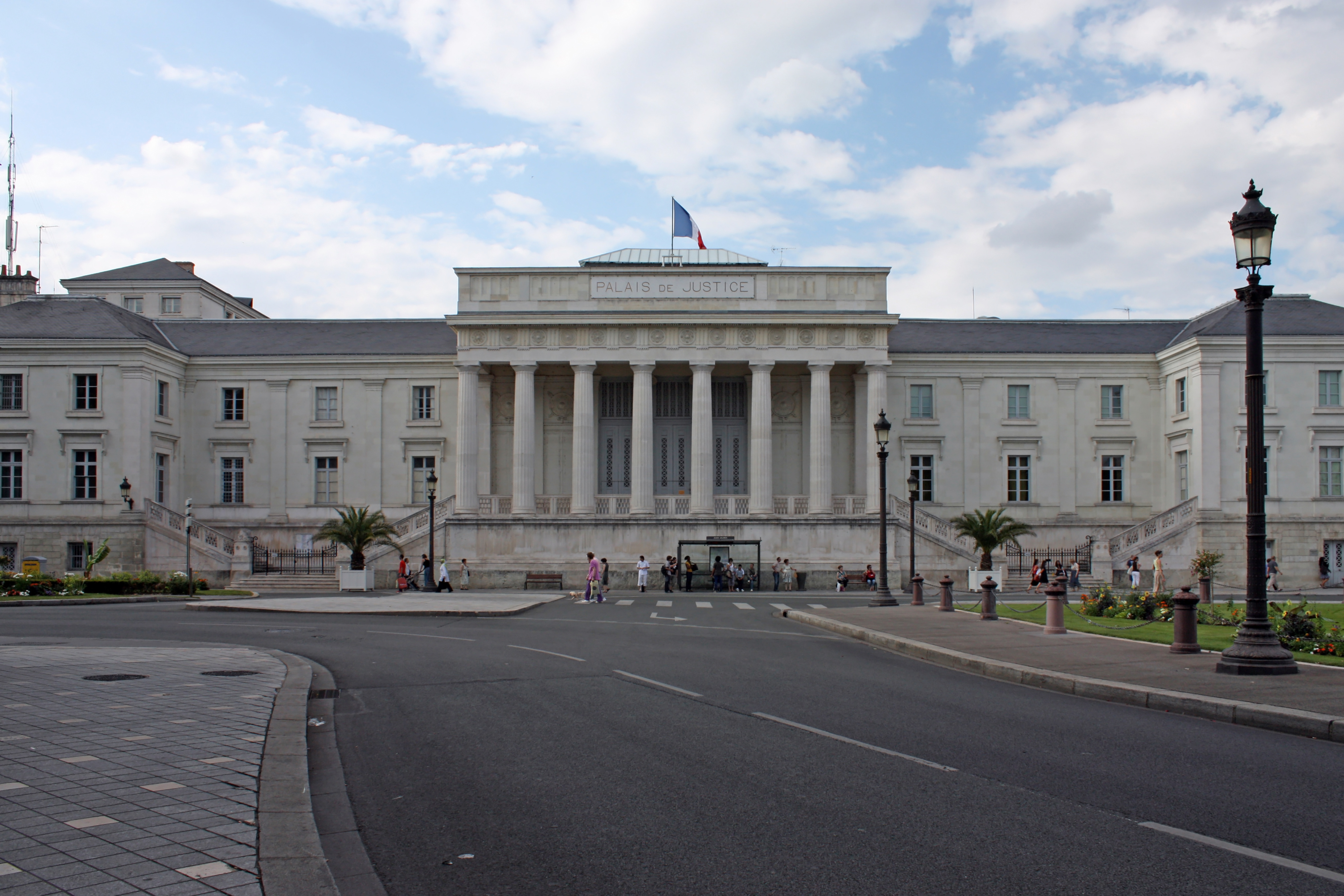
トゥールのパレ・ド・ジュスティス
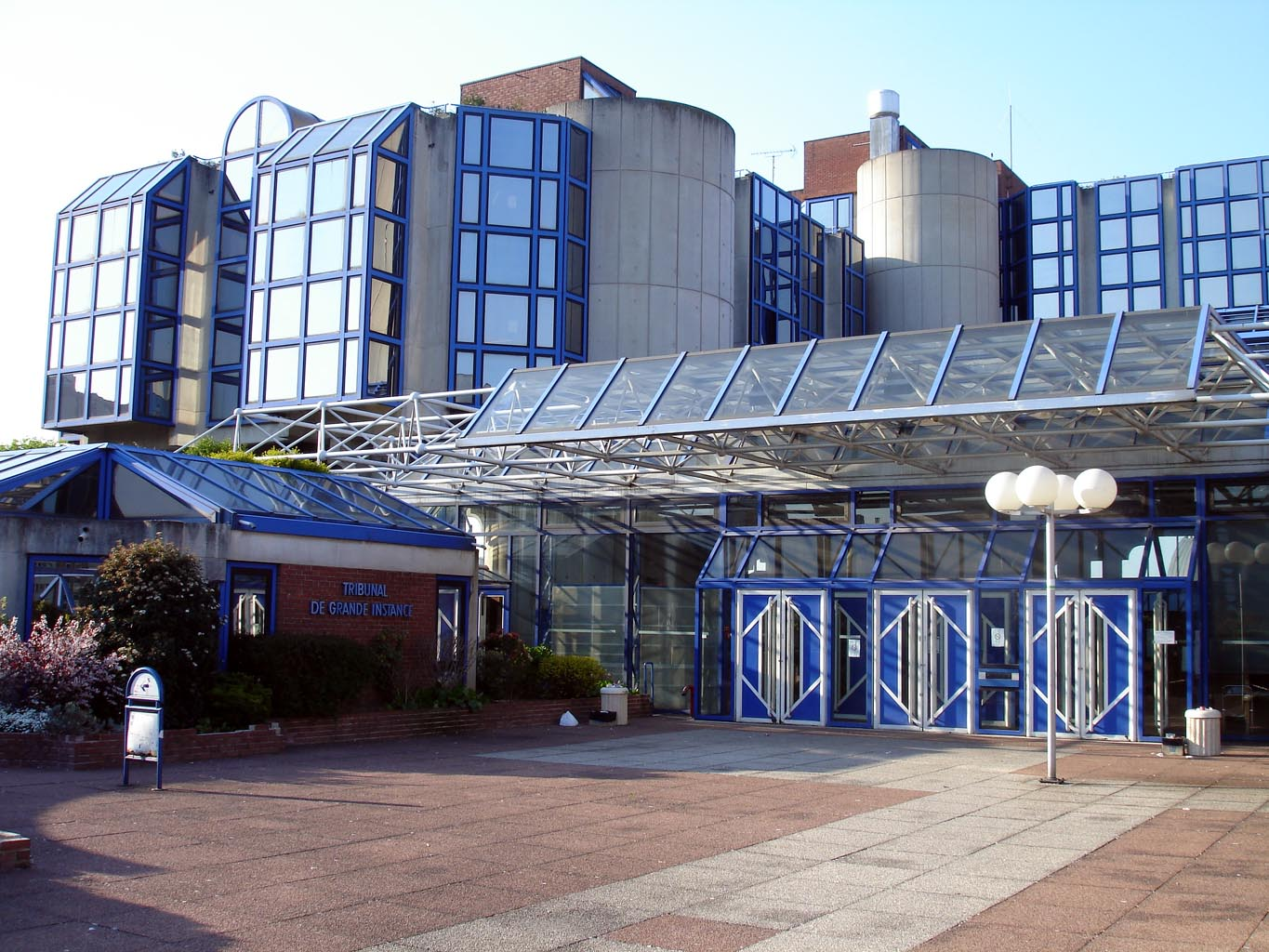
ボビニーのパレ・ド・ジュスティス
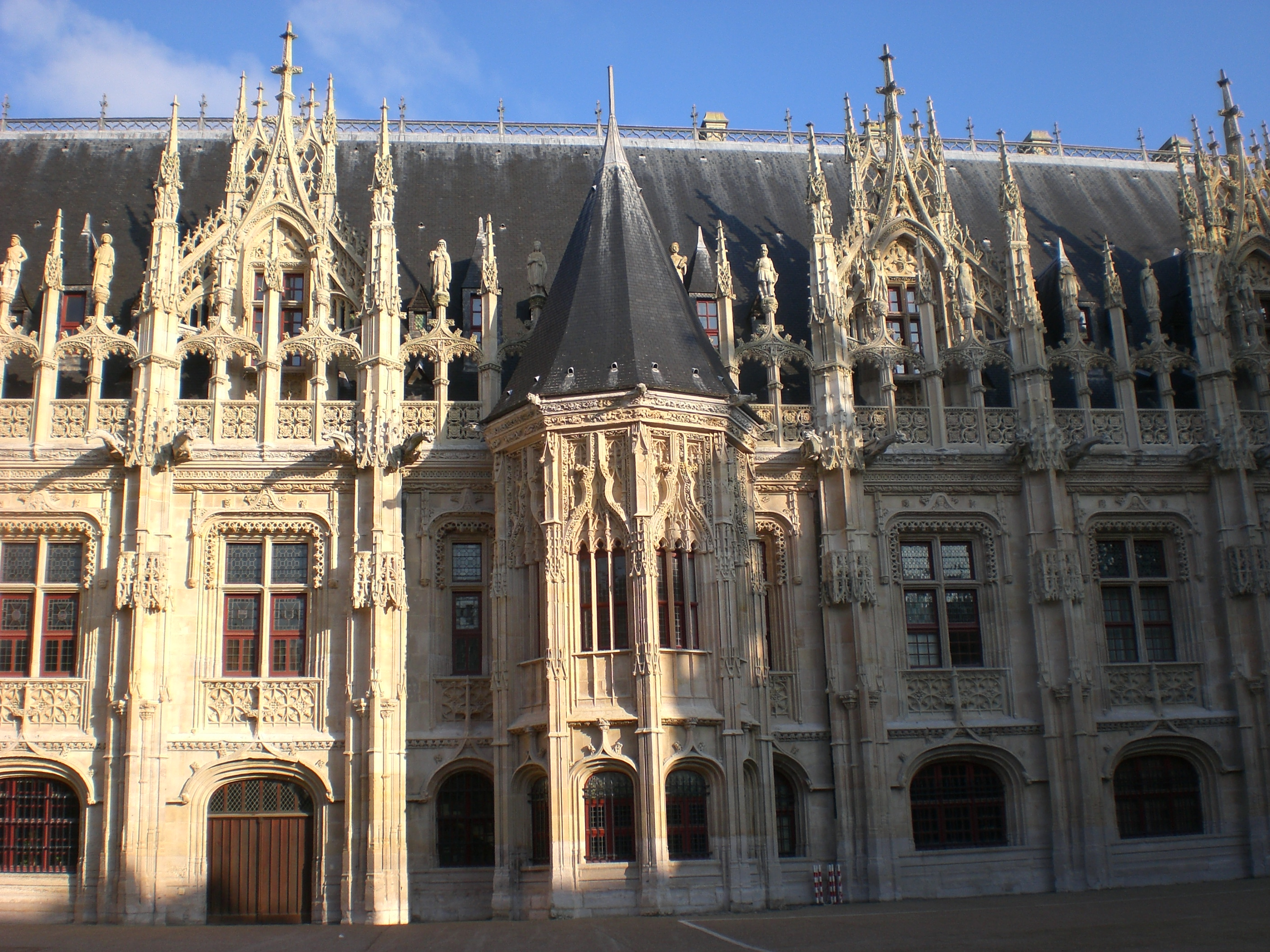
ルーアンのパレ・ド・ジュスティス